# Пјетранико
Пјетранико (итал. Pietranico) је насеље у Италији у округу Пескара, региону Абруцо.
Према процени из 2011. у насељу је живело 277 становника. Насеље се налази на надморској висини од 575 м.

## Становништво
Према резултатима пописа становништва 2011. у општини је живело 509 становника.
| 1931. | 1936. | 1951. | 1961. | 1971. | 1981. | 1991. | 2001. | 2011. |
| ----- | ----- | ----- | ----- | ----- | ----- | ----- | ----- | ----- |
| 1.526 | 1.530 | 1.450 | 1.341 | 873   | 777   | 691   | 605   | 509   |